# Xã Mount Sterling, Quận Brown, Illinois
Xã Mount Sterling (tiếng Anh: Mount Sterling Township) là một xã thuộc quận Brown, tiểu bang Illinois, Hoa Kỳ. Năm 2010, dân số của xã này là 4.673 người.